# Polythore concinna
Polythore concinna – gatunek ważki z rodziny Polythoridae. Występuje na terenie Ameryki Południowej.